# Saint-Sulpice NE
Saint-Sulpice je bývalá samostatná obec v kantonu Neuchâtel na západě Švýcarska. Žije zde asi 600 obyvatel. 
Dříve samostatná obec vytvořila k 1. lednu 2009 společně s obcemi Boveresse, Buttes, Couvet, Fleurier, Les Bayards, Môtiers, Noiraigue a Travers novou obec Val-de-Travers.

## Geografie

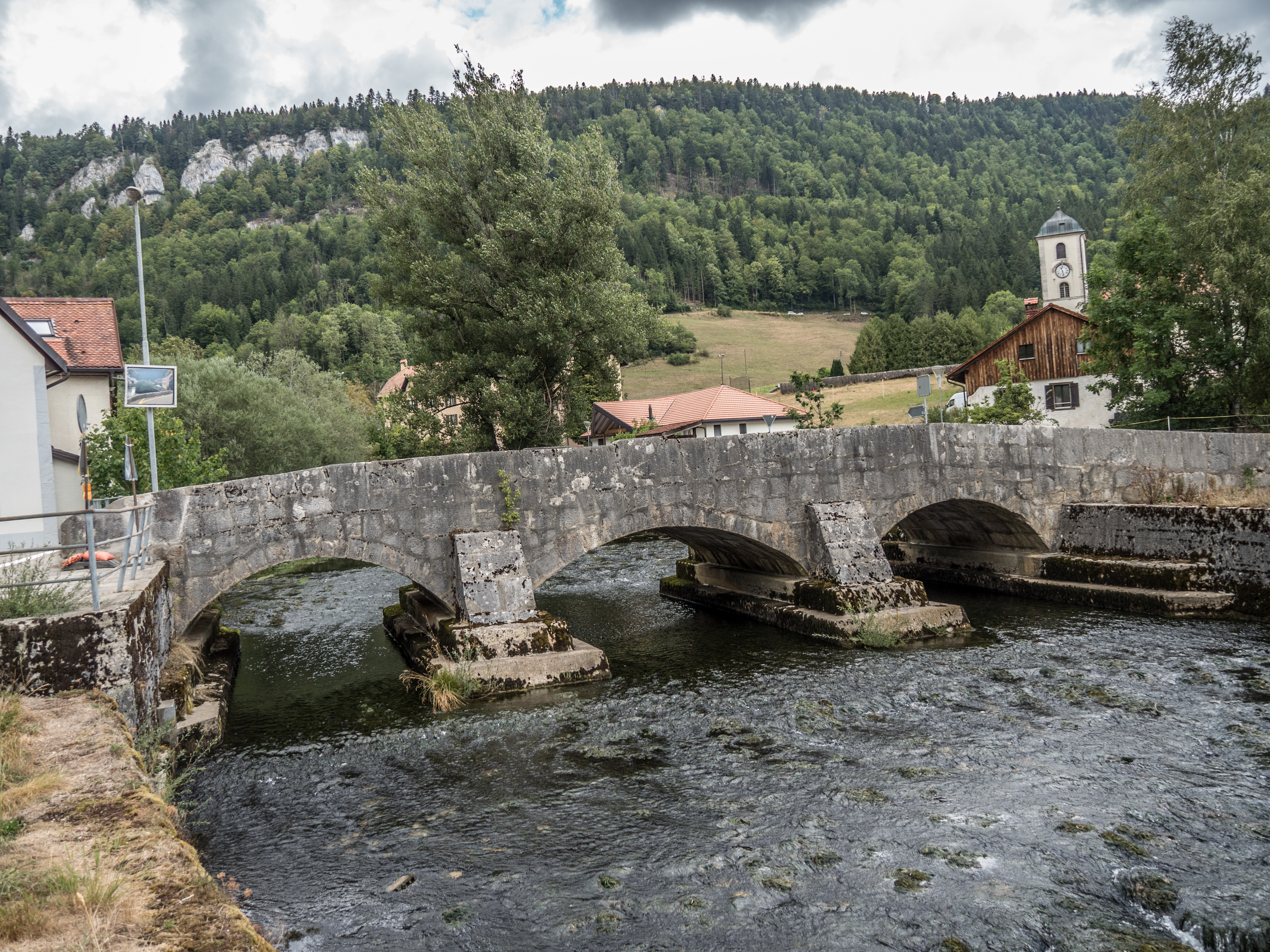
Most přes Areuse v Saint-Sulpice

Saint-Sulpice leží v nadmořské výšce 754 m, vzdušnou čarou 29 km západojihozápadně od hlavního města kantonu, Neuchâtelu. Obec se rozkládá podél řeky Areuse v téměř zcela uzavřené kotlině, která má na východě úzkou průrvu do údolí Val de Travers, obklopené výšinami jihozápadní části Neuchâtelského Jury.
Území bývalé obce o rozloze 13,1 km² zahrnuje celou kotlinu Saint-Sulpice, na jejímž západním konci vyvěrá Areuse (Source de l’Areuse) v krasovém prameni (typu Vaucluse). Povodí je v okolních kopcích Jury hluboké asi 400 metrů. Východní hranice probíhá podél úzkého místa u vyhlídkové plošiny Chapeau de Napoléon, kde Areuse opouští údolí a vstupuje do širokého údolí Val de Travers. Na jihu se území obce rozšířilo až k antiklinále Montagne de Buttes (až 1184 m n. m.). Na severu se území rozkládalo na otevřených náhorních plošinách až k hřebenu, který na jihu doprovází údolí Vallée de la Brévine. Nejvyššího bodu Saint-Sulpice je dosaženo v Bois de la Baume ve výšce 1241 metrů nad mořem. Zejména v severní části bývalé obce se nacházejí rozsáhlé jurské vysokohorské pastviny s typickými mohutnými smrky, které zde stojí buď jednotlivě, nebo ve skupinách. V roce 1997 tvořila 4 % rozlohy obce zastavěná plocha, 57 % lesy a lesní porosty, 38 % zemědělství a asi 1 % neproduktivní půda.
K Saint-Sulpice patřily osady Les Parcs (1058 m n. m.) a La Place Jeannin (1170 m n. m.) na výšinách Jury severně od obce a několik jednotlivých farem. Sousedními obcemi Saint-Sulpice byly Les Bayards, La Brévine, Boveresse, Fleurier a Buttes.

## Historie
Oblast Saint-Sulpice byla osídlena již v době železné. Byla zde odkryta nekropole s 86 hroby, která obsahovala bohaté hrobové celky. První písemná zmínka o lokalitě pochází z roku 1228 pod názvem Sanctus Surpicius, kolem roku 1300 se objevuje název Saint Sulpis. Až do 14. století patřilo Saint-Sulpice převorství Saint-Pierre v Môtiers, poté až do roku 1848 podléhalo kastelánství Val-de-Travers. V této době mělo nad oblastí svrchovanou moc hrabství Neuchâtel. Od roku 1648 byl Neuchâtel knížectvím a od roku 1707 byl personální unií spojen s Pruským královstvím. V roce 1806 bylo území postoupeno Napoleonovi a v roce 1815 se v rámci Vídeňského kongresu stalo součástí Švýcarské konfederace, přičemž pruští králové zůstali až do roku 1848 (formálně do Neuchâtelské smlouvy z roku 1857) také knížaty Neuchâtelu.

## Obyvatelstvo
90,7 % obyvatel hovoří francouzsky, 2,7 % italsky a 2,5 % německy (údaj z roku 2000). Počet obyvatel Saint-Sulpice vzrostl do roku 1900 na 1243, poté se v důsledku emigrace do roku 1990 snížil na polovinu (569 obyvatel), od té doby je opět pozorován mírný vzestupný trend.

## Hospodářství

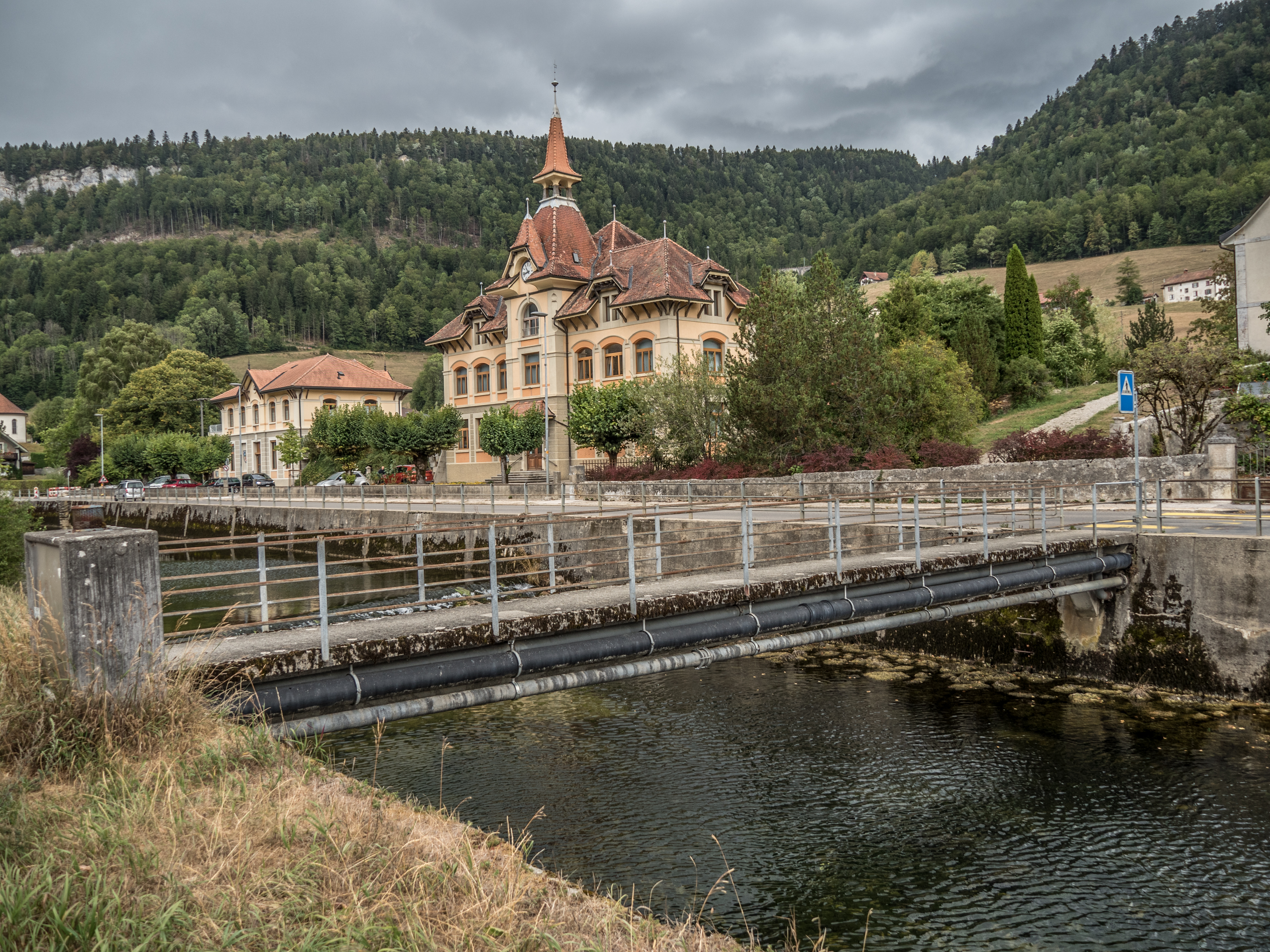
Bývalá průmyslová zóna

Existují doklady o tom, že již v roce 1337 byla vodní síla řeky Areuse využívána k pohonu vodních kol mlýnů, pil, koželužen, sléváren a kováren. Tím se do budov přenášela energie potřebná pro všechny druhy zařízení. To charakterizovalo zaměstnaneckou strukturu obce po dlouhou dobu.
Od roku 1877 přestavěl mlynář Gustav Dubied svůj velký mlýn na mouku na kamenný mlýn. Založil společnost Fabrique Suisse de Ciment Portland - St. Sulpice. Během několika let se jeho společnost stala jedním z největších výrobců cementu ve Švýcarsku. Cement pro stavbu Federálního paláce (1884–1892) a Simplonského tunelu (1898–1921) dodávala právě cementárna v Saint-Sulpice. Náklady na těžbu bahna potřebného pro výrobu cementu enormně vzrostly. Vznikly finanční problémy, které vedly k uzavření podniku v roce 1945.
Od roku 1885 se zde vyráběla drcená dřevní hmota potřebná k výrobě papíru. Dřevo se lisovalo na rotující mlecí kameny a tím se rozvlákňovalo. Tato činnost byla ukončena až v roce 1968 a od roku 1945 se zde pěstují houby. V pohoří Jura převládá chov dobytka, dojnic a obchod se dřevem. Dnes mnoho pracujících dojíždí za prací do větších obcí údolí Val de Travers.

## Doprava
Bývalá obec má dobré dopravní spojení. Leží pod hlavní silnicí z Neuchâtelu přes hraniční přechod Les Verrières do Pontarlier ve Francii. Ta obchází vesnici na severním svahu, aby překonala strmý sklon od dna údolí Val de Travers k výšinám v Les Verrières. Železniční trať z Auvernier do Les Verrières, která byla otevřena 25. července 1860, neměla ve obci nikdy zastávku, protože se nacházela vysoko nad Saint-Sulpice. Na železniční síť byla obec připojena až 24. září 1883 zprovozněním údolní trati Travers – Saint-Sulpice. Poslední úsek z Fleurier do Saint-Sulpice byl později uzavřen a nahrazen autobusovou linkou z Fleurier do Les Verrières (a částečně do Pontarlier).